# Большая Дергуновка
Большая Дергуновка — село в Большеглушицком районе Самарской области. Административный центр сельского поселения Большая Дергуновка.

## География
Село Б. Дергуновка расположено вдоль мелководной р. Вязовка, левого притока р. Большой Иргиз. Расстояние до районного центра с. Большая Глушица — 15 км. До областного центра г. Самара — 96 км.

## История
Село основано жителями села Сугроб Рязанской губернии. В 1826 двое жителей этого села, крестьяне Савелий Осипов и Иван Ефремов, были отправлены односельчанами в саратовские степи с целью поиска места для переселения. Облюбовав места в районе впадения р. Вязовки в р. Большой Иргиз, они вернулись домой. В следующий 1827 год летом жители с. Сугроб в количестве 140 душ мужского пола прибыли на место нового поселения. Первоначально село получило название Вязовка, но практически сразу возникло и второе название села — Дергуновка. Происхождение второго названия объясняется тем, что прибывшие переселенцы, не успев осуществить заготовки хлеба и фуража, «дёргали» хлеб и сено у жителей д. Константиновка, за что и получили от константиновцев прозвище — «дергуны». Сама же деревня в насмешку стала называться Дергуновкой. Впоследствии название Дергуновка закрепилось как основное, вытеснив первоначальное название — Вязовка.
В период с 1832 по 1835 пришла вторая волна переселенцев. В 1832 году в село прибыло 500 душ из Тульской губернии, а с 1833 по 1835 годы пришли поселенцы из Тамбовской и Владимирской губерний. Всего к 1835 году село насчитывало 1 400 душ мужского пола.
В 1834 году в селе была построена часовня, первым священником стал о. Мышинский. В 1835 новым священником о. Петром Никольским и церковным попечителем, крестьянином Софроном Емельяновым, начинается сбор средств на строительство храма. Строительство храма Михаила Архангела шло с 1836 по 1838 г., стоимость строительства составила 15 000 рублей серебром. Храм был освящен в июне 1838 года прибывшим по этому случаю Епископом Саратовским и Царицынским Иаковом.
Отец Пётр Никольский вёл активную просветительскую деятельность, организовав школу при своём доме. В 1842 надомная школа о. Петра была принята под заведование о. Фёдора Гидаспова, а с 1850 года школа переходит в ведение Палаты Государственных Имуществ и переименовывается в форменное училище. В том же году под нужды училища был приобретен общественный дом. 20 августа 1867 в здании мужского училища начинаются воскресные духовные собеседования, количество слушателей составляло от 100 до 200 человек. С 1869 училище переходит в ведение земства.
Дергуновское (Вязовское) женское училище было основано в 1855 году. Однако, в 1869 выйдя из под ведения Палаты Государственных Имуществ, училище остается на попечении наставницы, — жены священника без определённого вознаграждения.

## Население
| 2010 |
| ---- |
| 656  |

## Полезные ископаемые
Поваренная соль
- На северо-восточной окраине села разведано крупное месторождение соли. Стометровый пласт расположен на глубине 390 м, что делает невозможной добычу открытым способом. Запасы соли в месторождении оцениваются в 200 млн тонн . Проекты по добыче соли путём вымывания и доставке соляного раствора по трубопроводу в г. Чапаевск так и не были реализованы.

Нефть
- На юго-западной окраине села осуществляется добыча нефти.

## Памятники природы
Ковыльная степь
- Природная достопримечательность, площадь 10 га. Расположена в 2 км северо-восточнее с. Бол. Дергуновка (Большеглушицкий р-н) и в 2 км справа от дороги из колка Дубовенький в село. В урочище представлены настоящие степные сообщества (ковыльно-типчаковые, ковыльно-полынково-типчаковые, ковыльно-кринитариево-типчаковые) на пологом, разрезанном несколькими лощинами склоне южной экспозиции. Среди злаков доминируют ковыль-волосатик и К. Лессинга, типчак, келерия, житняк гребенчатый, из бобовых — астрагалы австрийский и яйцеплодный, люцерны серповидная и хмелевая, в разнотравье — шалфей мутовчатый, коровяк фиолетовый, смолёвочка башкирская и др .

Колок «Дубовенький»

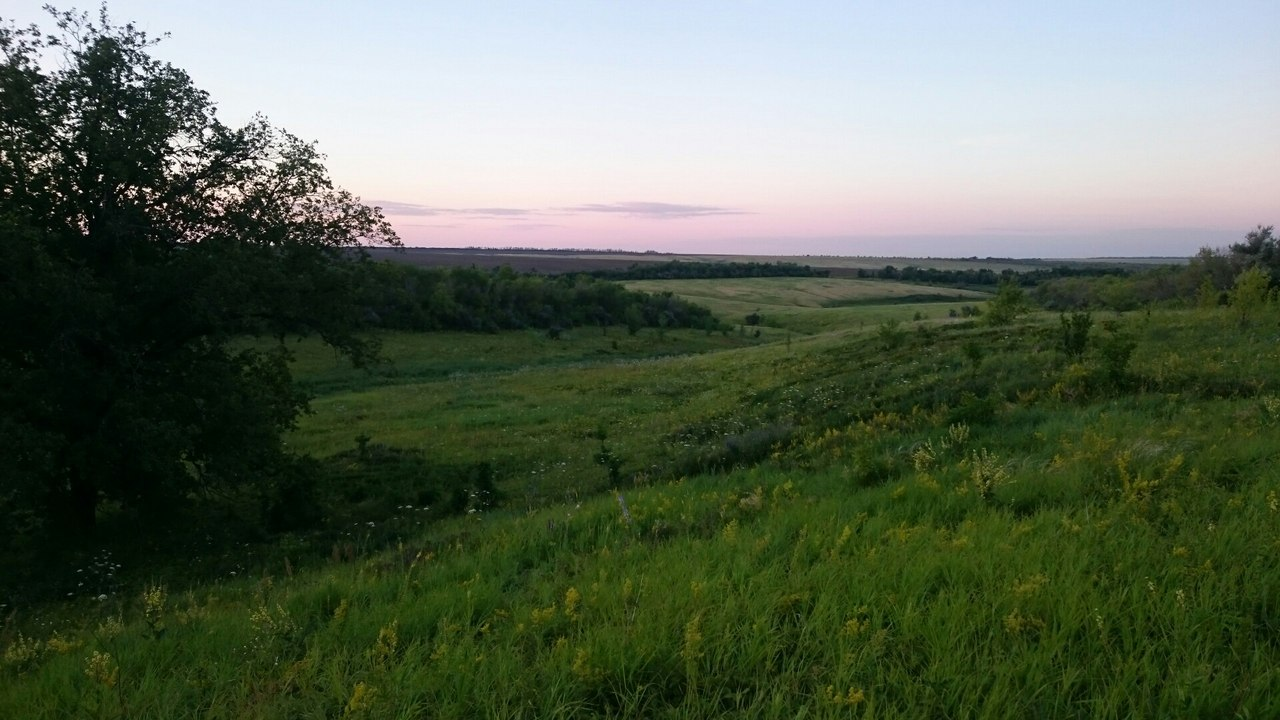
Колок «Дубовенький». Восточная окраина.

- Памятник природы регионального значения. Комплекс природных сообществ, типичных для Высокого Сыртового Заволжья, которые образуют очаг природного разнообразия и являются местом обитания и произрастания видов животных и растений, занесенных в Красную книгу Российской Федерации и Самарской области. Плосковершинная увалистая возвышенность с глубоким расчленением (перепад высот до 86 м), имеющая ступенчатые склоны. Два лесных массива в вершинах отрогов Попова оврага, состоящие из дуба порослевого и семенного происхождения в возрасте от 30 до 90 лет. Единично встречается липа, ветла, осина. В подлеске — крушина, шиповник, осиновый подрост .

## Достопримечательности
Деревянный элеватор

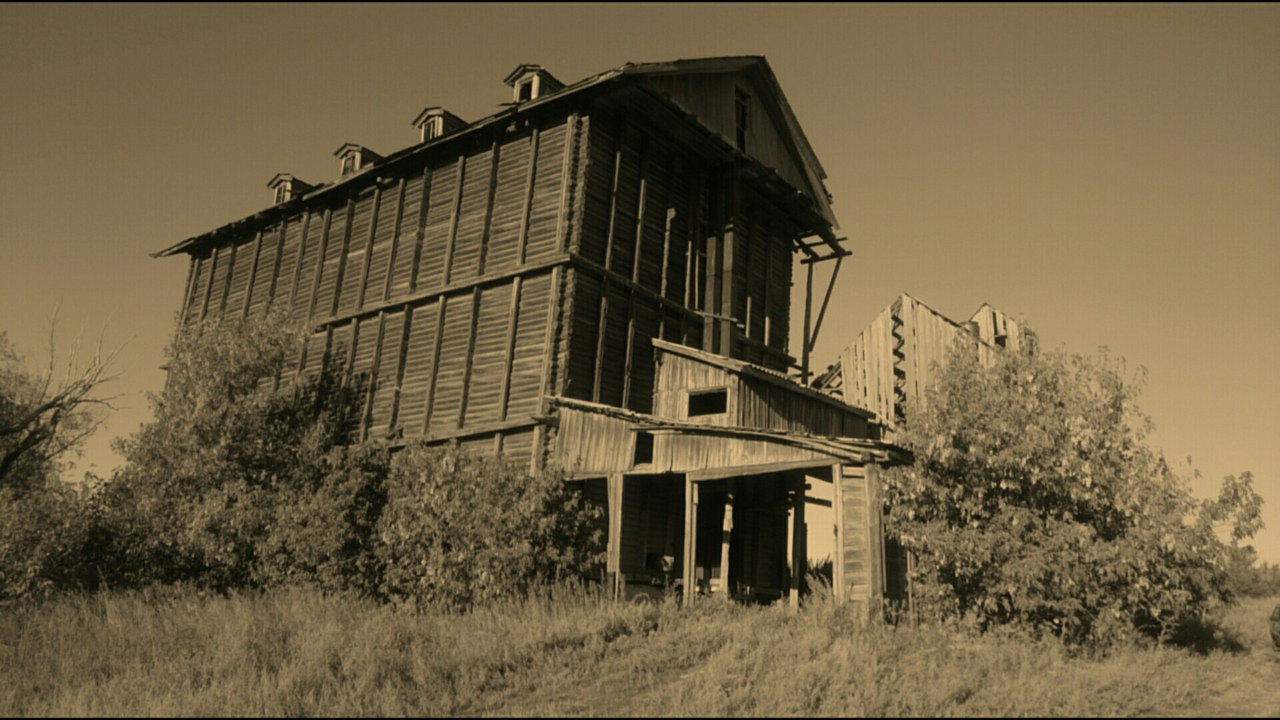
Деревянный элеватор в с. Большая Дергуновка, Самарской области. Годы постройки 1911—1914

- Уникальное деревянное сооружение для хранения зерна. Построен между 1911 и 1914 годами. Со слов работников, элеватор работал до 1995 года. В настоящее время элеватор не функционирует и требует мер по укреплению и сохранению сооружения. В реестр объектов культурного наследия Самарской области дергуновский элеватор не внесён.

Куйбышевский обводнительно-оросительный канал (КООК)
- Одно из важнейших мелиоративных сооружений Самарской области. Длина канала — 164 км, пропускная способность — до 36 м3/с. Канал начинается от устьевой части р. Чагры (Саратовское водохранилище на р. Волге) у с. Абашево. Проходит по территориям пяти районов Самарской области. Окончание канала — недалеко от с. Большая Дергуновка.